# Petre Cristea
Petre G. Cristea (ur. 31 stycznia 1909, zm. 6 lipca 1995) – rumuński kierowca rajdowy i wyścigowy.

## Życiorys
Karierę wyścigową rozpoczął w 1930 roku. W 1936 roku razem z motocyklowym mistrzem Ionem Zamfirescu wygrał Rajd Monte Carlo w specjalnie przebudowanym Fordzie V8. Uczestniczył w BMW 328 w wielu wyścigach górskich i zawodach samochodów sportowych, wygrywając rundę na Nürburgringu w 1939 roku. W 1969 roku założył czasopismo „Autoturism”. Jest także autorem książek, m.in. traktującej o prowadzeniu samochodów wyścigowych książce Cum devii campion. Zmarł w 1995 roku.